# إرنست كلايتون اندروز
إرنست كلايتون اندروز (بالإنجليزية: Ernest Clayton Andrews)‏ هو جيولوجي وعالم نبات أسترالي، ولد في 18 أكتوبر 1870 في Balmain, New South Wales ‏ في أستراليا، وتوفي في 1 يوليو 1948.